# Miagrammopes satpudaensis
Espèce
Miagrammopes satpudaensis est une espèce d'araignées aranéomorphes de la famille des Uloboridae.

## Distribution
Cette espèce est endémique du Maharashtra en Inde,. Elle se rencontre vers Melghat dans les Satpura.

## Description
La femelle holotype mesure 13,10 mm

## Étymologie
Son nom d'espèce, composé de satpuda et du suffixe latin -ensis, « qui vit dans, qui habite », lui a été donné en référence au lieu de sa découverte, les Satpura.

## Publication originale
- Rajoria, 2015 : A new species of the genus Migrammopes (Arachnida: Araneae: Uloboridae) from India. Indian Journal of Arachnology vol. 4, no 2, p. 48-51.